# Dar Bouazza
Dar Bouazza (arabisch دار بوعزة, Zentralatlas-Tamazight ⴷⴰⵕ ⴱⵓⵄⵣⵣⴰ) ist eine Großstadt mit ca. 300.000 Einwohnern im Hinterland von Casablanca in der Provinz Nouaceur in der Region Casablanca-Settat an der Atlantikküste Marokkos.

## Lage und Klima
Die aus mehreren separaten Ortskernen bestehende Stadt Dar Bouazza liegt am Atlantik ca. 30 km (Fahrtstrecke) südwestlich von Casablanca in einer Höhe von ca. 20 m. Das Klima ist gemäßigt bis warm; Regen (ca. 395 mm/Jahr) fällt hauptsächlich im Winterhalbjahr.

## Bevölkerung
| Jahr      | 1994   | 2004    | 2014    | 2024    |
| Einwohner | 45.177 | 115.367 | 151.373 | 302.970 |

Die Einwohner der Chaouia-Region führen ihre Abstammung auf arabische Ursprünge zurück. Die Menschen der heutigen Stadt sind jedoch häufig auch berberischer Abstammung und zumeist in der zweiten Hälfte des 20. Jahrhunderts aus den Berg- und Wüstenregionen Südmarokkos hierhin zugewandert.

## Wirtschaft und Geschichte
Noch zu Beginn des 20. Jahrhunderts ein Fischerdorf, hat sich Dar Bouazza seit der Unabhängigkeit Marokkos (1956) zu einer vorwiegend dienstleistungsorientierten Stadt entwickelt. Die Hauptrolle spielen hierbei die Strände von Tamaris und der bereits entwickelte innermarokkanische Tourismus im Großraum Casablanca.